# Centropages bradyi
Centropages bradyi is een eenoogkreeftjessoort uit de familie van de Centropagidae. De wetenschappelijke naam van de soort is voor het eerst geldig gepubliceerd in 1900 door Wheeler.